# Oostenrijkse kroon
De Oostenrijkse kroon was van 1892 tot 20 december 1924 de munteenheid van Oostenrijk. Eén kroon was 100 heller. De munt werd onder het bewind van Frans Jozef I ingevoerd ter vervanging van de Oostenrijks-Hongaarse gulden, die in 1816 was ingevoerd. Twee kronen was op dat moment één gulden waard.
De nieuwe munt gold in het hele rijk. Behalve in het Duits waren de naam en de waarde van de bankbiljetten in nog acht talen aangegeven.

## Schilling
Nadat de kroon door de inflatie na de Eerste Wereldoorlog aan stabiliteit had verloren, werd de Oostenrijkse schilling (ATS) ingevoerd. Eén schilling werd onderverdeeld in 100 Groschen. Oorspronkelijk zou deze onderverdeling de naam "Stüber" (Stuiver) krijgen. De waarde van de schilling was op dat moment 10.000 kronen. Tot 1937 waren beide munteenheden naast elkaar in gebruik.
De Oostenrijkse kroon leeft voort in de namen van de munteenheden van Tsjechië, de Tsjechische kroon, en de voormalige Slowaakse kroon. De Hongaarse korona heeft bestaan van 1919 tot 31 december 1926, toen die opgevolgd is door de pengő.